# Coalició dels voluntaris (guerra russo-ucraïnesa)
La coalició dels voluntaris (en anglès, coalition of the willing) és una aliança composta per 31 països i organismes internacionals, creada en el context de la Guerra russo-ucraïnesa. La iniciativa ha estat liderada pel Regne Unit i França, amb l’objectiu d’establir garanties que contribueixin a reduir el risc de violacions del cessament de les hostilitats.
La seva finalitat és coordinar una força multinacional de manteniment de la pau a Ucraïna, amb una estimació d’entre 10.000 i 30.000 efectius. Aquesta força estaria estructurada en els àmbits terrestre, marítim, aeri i de reconstrucció. Tot i que alguns països, com Canadà, Austràlia o Finlàndia, han manifestat suport polític, la participació depèn de la postura de Rússia respecte a la presència de tropes de l’OTAN i del paper dels Estats Units. Alguns països, com Polònia, Alemanya i Itàlia, no preveuen enviar tropes, però sí que oferirien suport polític o logístic.
La coalició inclou la contribució de tropes, recursos logístics, suport d’enginyeria, vigilància i allotjament del personal. Tot i que més de trenta països han mostrat interès, la forma i l’abast de la participació poden variar segons les capacitats i disponibilitats nacionals. L’objectiu és complementar el suport internacional a Ucraïna i coordinar les activitats dels estats participants per assegurar l’eficàcia i la seguretat del desplegament.
Al març de 2025, les discussions sobre la coalició i el desplegament de la força de manteniment de la pau continuaven en desenvolupament, sense que s’hagi definit encara la composició exacta ni el calendari de desplegament.

## Països participants
- Austràlia
- Àustria
- Bèlgica
- Bulgària
- Canadà
- Croàcia
- Xipre
- Txèquia
- Dinamarca
- Estònia
- Finlàndia
- França
- Alemanya
- Grècia
- Islàndia
- Irlanda
- Itàlia
- Japó
- Letònia
- Lituània
- Luxemburg
- Països Baixos
- Nova Zelanda
- Noruega
- Polònia
- Portugal
- Romania
- Eslovènia
- Espanya
- Suècia
- Turquia
- Ucraïna
- Regne Unit